# Patoranking
Patoranking, pseudonimo di Patrick Nnaemeka Okorie (Ijegun, 27 maggio 1990), è un cantante nigeriano.

## Biografia
Patoranking si è aggiudicato l'MTV Africa Music Award alla miglior rivelazione nel 2015. L'anno successivo si è portato a casa il riconoscimento alla canzone dell'anno per My Woman, My Everything. Sempre nel 2016 è uscito il suo album in studio d'esordio, intitolato God over Everything. Al disco hanno fatto seguito gli LP Winner (2019), Three (2020) e World Best (2023).

## Discografia

### Album in studio
- 2016 – God over Everything
- 2019 – Winner
- 2020 – Three
- 2023 – World Best

### Singoli
- 2014 – Alubarika (feat. Timaya)
- 2014 – Tonite (feat. Faze)
- 2014 – Happy Day
- 2014 – Friends
- 2015 – Daniella Whine
- 2015 – My Woman, My Everything (feat. Wandecoal)
- 2016 – Another Level
- 2016 – Hustler (Freestyle) (con Joshbeatz)
- 2016 – Make Am (feat. Ebonyi State Band)
- 2016 – No Kissing Baby (feat. Sarkodie)
- 2016 – Alhaji (Red Gold Green) (con VVIP)
- 2016 – Pretty Bum Bum (con Athi)
- 2017 – Love You Die (feat. Diamond Platnumz)
- 2018 – Sunshine
- 2018 – Suh Different
- 2018 – Available
- 2018 – Heal d World
- 2018 – Everyday
- 2019 – Confirm (feat. Davido)
- 2019 – Jama (con DJ Mic Smith e Shaker)
- 2019 – Lenge lenge
- 2019 – In My Head (con Larry Gaaga)
- 2019 – Kom kom (con Timaya e King Perryy)
- 2019 – Penetrate (con Del B)
- 2020 – I'm in Love
- 2020 – Fi mano (con Offei e Blackstone)
- 2020 – Abule
- 2021 – Celebrate Me
- 2021 – Gaza (con DJ Neptune)
- 2022 – Jah eli jah (con Cobhams e Asuquo)
- 2022 – Pause (con DJ Consequence)
- 2022 – Kolo kolo (con Diamond Platnumz)
- 2022 – Worlds Apart (con Vybz Kartel)
- 2022 – Roll On Me (con Evrywhr)
- 2022 – After Party
- 2023 – Abobi
- 2023 – Tonight (con Popcaan)
- 2023 – Higher
- 2023 – Roll on Me (con Lavaud, Tiwa Savage, Kanis, Reekado Banks e Saint & Citizen)
- 2024 – So Bad (Sober) (con Fameye)
- 2024 – Credit Alert (con Kocee)
- 2024 – Devil Wears White (con Larry Gaaga e Odumodublvck)